# Morel (familie in West-Vlaanderen)
Morel is de naam van een familie die verschillende eeuwen gevestigd was in Zuid-West-Vlaanderen, meer bepaald in Houthem en Neerwaasten. Van daaruit werd naar andere gemeenten in dezelfde streek uitgezwermd.

## Geschiedenis
De eerste gekende stamvader was Antoine Morel (1645-1717), gehuwd met Jeanne Lemahieu (↑1705).
1) De oudste zoon, Antoine Morel (1665-1755), getrouwd met Catherine Bollaert, stond aan het hoofd van de tak die zich gedurende drie eeuwen in Houthem vestigde, met als hoofdactiviteit de beroepen van koster en schoolmeester. Zijn kleinzoon François-Joseph Morel (1732-1815) was maire van Houthem in de Franse Tijd. Tot deze tak behoorden:
- Louis Morel, scheutist,  aartsbisschop van Sui-Yuan in China.
- Leon Morel, gouverneur in Belgisch Congo van de provincie Leopoldstad.

2) De tweede zoon, Louis Morel (1672-1732), getrouwd met Anne Dilliez, stond aan de oorsprong van drie verschillende takken die uitzwermden naar Hollebeke, Zandvoorde, Neerwaasten, Waasten, Diksmuide, Menen, enz. Ook bij hen waren er vele generaties die de beroepen van koster en schoolmeester uitoefenden. De drie zoons stonden elk aan het hoofd van een afzonderlijke tak.
a) Louis Morel (Hollebeke, 19 mei 1695 – 1779) getrouwd met Petronilla Bonduelle was het hoofd van de eerste tak. Ze zwermde uit naar Hollebeke - Neerwaasten - Zandvoorde - Komen - Waasten en Diksmuide.
Tot deze tak behoorden:
- Catherine Morel (°1771), die in 1801 trouwde met Jean-Baptiste Brel. Ze zijn de voorouders van de Belgisch-Franse zanger Jacques Brel (1929-1978).
- Pierre Morel-Danheel (1773-1856) was schooldirecteur, Belgisch constituant en volksvertegenwoordiger.
- Jean-Baptiste Morel (1775-1842), koster en schoolmeester, was gehuwd met Marie-Anne Laumosnier. Ze kregen negen kinderen, maar zonder verder nazaten.

Tegen het einde van de negentiende eeuw was deze tak uitgedoofd.
b) De tweede tak begon met Jean-Baptiste Morel (1696-1776).
Tot deze tak behoorde:
- Louis-François Morel (Neerwaasten, 31 mei 1775 – Ieper, 26 september 1852), gehuwd in 1800 met Marie-Catherine Delebecque (°1775), tante van de latere bisschop van Gent, Lodewijk-Jozef Delebecque (Neerwaasten, 7 december 1798 – Gent, 2 oktober 1864). Louis-François Morel was onderwijzer in Menen en directeur van het college in Ieper. Ze waren de ouders van
- Mgr Prosper Morel (Ieper, 6 oktober 1809 - 14 september 1878).

Deze tak telt talrijke nazaten tot heden.
c) De derde tak begon met Antoine Morel (1711-1800). In de volgende generatie doofde ze uit.